# Tetroplon
Tetroplon is een kevergeslacht uit de familie van de boktorren (Cerambycidae). De wetenschappelijke naam van het geslacht werd voor het eerst geldig gepubliceerd in 1899 door Aurivillius.

## Soorten
Tetroplon is monotypisch en omvat slechts de volgende soort:
- Tetroplon caudatum Aurivillius, 1899